# Jutta a Saxoniei
Jutta a Saxoniei (c. 1223 – înainte de 2 februarie 1267) a fost regină consort a Danemarcei, soția regelui Eric al IV-lea al Danemarcei. A fost fiica Ducelui Albert I de Saxonia și s-a căsătorit cu regele Eric în 1239.

## Biografie
Nu se cunosc multe despre regina Jutta. Jutta a fost implicată într-un conflict cu călugării de la mănăstirea Øm, de la care ea a confiscat porumb de pe moșiile lor și și l-a însușit. Semnătura ei se află pe documentul cu instrucțiuni privind serviciul funerar pentru soțul ei, în care el și-a exprimat dorința de a fi îngropat în haine de călugăr. Jutta a fost regină timp de opt ani și văduvă din 1250 când soțul ei a fost ucis. Se crede că s-a întors în Saxonia, lăsându-și fiicele în Danemarca.
Jutta s-a recăsătorit și a devenit prima soție a contelui Burchard al VIII-lea de Querfurt-Rosenburg, care deținea și titlul de Burggraf de Magdeburg, un fiu al Burggrafului Burchard al VI-lea.
Copiii ei cu Eric au fost:
- Sofia a Danemarcei (1241–1286) căsătorită cu regele Valdemar al Suediei
- Knud al Danemarcei (n./d. 1242)
- Ingeborg a Danemarcei (1244–1287), căsătorită cu regele Magnus al VI-leaa al Norvegiei
- Jutta a Danemarcei, stareță a mănăstirii Sf. Agneta din Roskilde (1246–1284)
- Christof al Danemarcei (n./d. 1247)
- Agnes a Danemarcei,  stareță a mănăstirii Sf. Agneta din Roskilde (1249–1288/95)

Fiica ei cu Burchard VIII a fost:
- Sofia Burghardsdatter von QuerfurtRosenburg (d. 1325), căsătorită cu Erik Erikssøn Langben (1272–1310), Duce de Langeland, fiu al lui Eric I, Duce de Schleswig